# Đoàn Trọng Truyến
Đoàn Trọng Truyến (15 tháng 1 năm 1922 – 8 tháng 7 năm 2009), Giáo sư, Nhà giáo Nhân dân; nguyên Bộ trưởng, Tổng Thư ký Hội đồng Bộ trưởng kiêm Chủ nhiệm Văn phòng Chính phủ từ tháng 5 năm 1984 đến tháng 2 năm 1987.

## Cuộc đời và Sự nghiệp
Ông Đoàn Trọng Truyến quê quán xã Lộc An, huyện Phú Lộc, tỉnh Thừa Thiên - Huế; thường trú tại số 71b phố Nguyễn Du, quận Hai Bà Trưng, thành phố Hà Nội. Trước đó, ông đã từng sống tại nhiều địa chỉ khác như số 70 phố Phan Đình Phùng, quận Ba Đình, thành phố Hà Nội hay số 20 phố Nguyễn Biểu, quận Ba Đình, thành phố Hà Nội.
Là Đảng viên Đảng Cộng sản Việt Nam tham gia Cách mạng từ tháng 9 năm 1945, ông đã trải qua nhiều cương vị công tác khác nhau: Ủy viên Ủy ban hành chính kháng chiến Trung Bộ, Đổng lý sự vụ Bộ Kinh tế (1950) , Hiệu trưởng Trường Kinh tế Tài chính (nay là Trường Đại học Kinh tế Quốc dân) (1960–1963); Phó Trưởng ban Tài chính Thương nghiệp Trung ương Đảng; Chủ nhiệm Ủy ban Kế hoạch – Ngân sách Quốc hội; Phó Viện trưởng Viện Quản lý Kinh tế Trung ương; Chủ nhiệm Ủy ban Vật giá Nhà nước (1981–1984); Bộ trưởng, Chủ nhiệm Văn phòng Hội đồng Bộ trưởng ; Hiệu trưởng của Trường Hành chính Trung ương (nay là Học viện Hành chính Quốc Gia (Việt Nam)) (1987-1990); Đại biểu Quốc hội từ khoá I đến khoá VII.
1960-1963. Hiệu trưởng Trường Kinh Tế Tài chính (nay là Trường Đại học Kinh tế Quốc dân)
1981-1984. Chủ nhiệm Ủy ban Vật Giá Nhà nước
5/1984-2/1987.  Bộ trưởng, Chủ nhiệm Văn phòng Hội đồng Bộ trưởng
1981-1987. Đại biểu Quốc hội khóa VII
5/1984-1987. Tổng Thư ký Hội đồng Bộ trưởng
1987-1990. Hiệu Trưởng Trường Hành chính Trung ương (nay là Học viện Hành chính Quốc Gia (Việt Nam))
Phó Trưởng ban Tài chính Thương nghiệp Trung ương Đảng
Chủ nhiệm Ủy ban Kế hoạch Ngân sách Quốc hội
Phó Viện trưởng Viện Quản lý Kinh tế Trung ương
Cải cách giá - lương - tiền năm 1985 do Giáo sư Truyến Chủ nhiệm Văn phòng Hội đồng Bộ trưởng, các Phó chủ tịch Hội đồng Bộ trưởng Trần Phương và Trần Quỳnh được giao nhiệm vụ chỉ đạo. Sau sự thất bại của cải cách đó, ông Truyến đã thẳng thắn nhận định sai lầm cơ bản trong thời điểm ấy là đã nghe, đã học, đã áp dụng một cách máy móc nhiều kinh nghiệm của nước ngoài.
Sau khi Ông mất năm 2009, thể theo nguyện vọng của Ông, Gia đình ông đã trao tặng quỹ khuyến học Thừa Thiên Huế 300 triệu đồng.

## Danh hiệu Tôn vinh
Ông được Nhà nước Cộng hòa xã hội chủ nghĩa Việt Nam phong tặng học hàm Giáo sư và danh hiệu Nhà giáo Nhân dân vì những đóng góp to lớn trong sự nghiệp trồng người.
Ông được trao tặng Huân chương Độc Lập hạng Nhất, Huân chương Kháng chiến Hạng Nhất, Huân chương Kháng chiến chống Mỹ cứu nước Hạng Nhất, Huân chương Lao động Hạng Nhất, Huy Hiệu 60 năm tuổi Đảng.
Ông đã có nhiều thành tích trong công tác giáo dục và nghiên cứu về cải cách hành chính và đã được tặng Giải thưởng Nhà nước Việt Nam về cụm công trình cải cách bộ máy Nhà nước.
Tên của ông được vinh dự đặt cho một con đường tại quê hương Thừa Thiên - Huế.

## Công trình và tác phẩm chính
Ông Truyến tham gia dịch cuốn "Tư bản Luận".
Ông cũng tham gia chỉ đạo biên soạn từ điển Bách khoa Việt Nam năm 1988.
Sách đã xuất bản:
1. Một số vấn đề quản lí kinh tế trong giai đoạn hiện nay. 1981.
2. Cải cách Bộ máy Nhà nước. 1991.
3. Hành chính học đại cương. 1997.
4. Một số vấn đề xây dựng và cải cách nền hành chính Việt Nam. 1999.
5. So sánh hành chính các nước Asean. 1999.
6. Cải cách hành chính và công cuộc xây dựng Nhà nước pháp quyền. 2006.

## Gia đình và Cuộc sống riêng

Hồ Chí Minh giao nhiệm vụ cho Hiệu trưởng Đoàn Trọng Truyến (đứng thứ 2 từ phải sang) - tháng 3 năm 1961.

Ông Đoàn Trọng Truyến có vợ là bà Nguyễn Thị Kim Sa (1924 - 2005), nguyên quán Thừa Thiên Huế. Hai người quen nhau là do ông Truyến được chú của bà Nguyễn Thị Kim Sa mời làm thầy dạy học cho bà. Nhân duyên nảy nở, hai ông bà kết nghĩa vợ chồng. Ông Đoàn Trọng Truyến có bảy người con: Đoàn Mạnh Giao (nguyên là Bộ trưởng, Chủ nhiệm Văn phòng Chính phủ từ năm 2002 đến năm 2007), Đoàn Mạnh Hưng (nguyên Đại tá Quân đội nhân dân Việt Nam), Đoàn Mạnh Thanh (nguyên Trung tá Quân đội nhân dân Việt Nam), Đoàn Mạnh Tuyên (đã mất - công tác tại trường Đại học Luật - Hà Nội), Đoàn Quốc Khánh (nguyên Giám đốc điều hành tại Việt Nam tập đoàn Dussmann - Cộng hòa Liên bang Đức), Đoàn Thị Thu Hà (Phó Giáo sư - Tiến sĩ, Giảng viên, nguyên Trưởng Bộ môn Khoa học quản lý, trường Đại học Kinh tế Quốc dân - Hà Nội) và Đoàn Thu Hương (Bác sĩ Chuyên Khoa II, nguyên Trưởng khoa Răng - Hàm - Mặt, Bệnh viện Hữu nghị - Hà Nội) . Ông chia sẻ tên của bảy người con cũng là hình ảnh cuộc hành trình ba mươi năm lịch sử kháng chiến và đấu tranh thống nhất đất nước:
- Đoàn Mạnh Giao: sinh ra ở bến Nam Giao, tỉnh Thừa Thiên Huế năm 1944; kỷ niệm một thời gian ở đây và cũng dựa theo một điển tích do các ông trong họ Đoàn đặt cho.
- Đoàn Mạnh Hưng: sinh ra ở huyện Hưng Nguyên, tỉnh Nghệ An năm 1947; sát với thành phố Vinh lúc đó đang bị địch phá.
- Đoàn Mạnh Thanh: sinh ra ở nơi sơ tán Thanh Hóa năm 1949. Khi đó ông Truyến đã rời Quân khu 4 và được điều động ra làm việc tại Bộ Kinh tế ở Việt Bắc.
- Đoàn Mạnh Tuyên: sinh ra ở Tuyên Quang năm 1952. Lúc đó ông Truyến đang đi công tác Trung Quốc cùng ông Nguyễn Lương Bằng để ký Hiệp định Thương mại đầu tiên Việt - Trung.
- Đoàn Quốc Khánh: sinh trùng ngày Quốc Khánh nước Cộng hòa Xã hội Chủ nghĩa Việt Nam, vào năm 1954, lúc cơ quan ông Truyến rời từ Tân Trào ra Sơn Dương huyện lỵ ven ATK Việt Bắc.
- Đoàn Thị Thu Hà: sinh ra vào mùa thu tại thành phố Hà Nội, cô con gái đầu tiên.
- Đoàn Thị Thu Hương: cô con út, sinh ra vào mùa thu, và để nhớ về quê hương cũng như hoài vọng về dòng sông Hương sau 12 năm xa cách.

Dòng họ Đoàn nhà ông Truyến đặt tên lót theo thứ tự các đời như sau: Thượng - Trọng - Mạnh - Quý. Vì lẽ đó tên các cháu trai họ nội của Ông Truyến đều có lót chữ Quý: Đoàn Quý Nhật Nam, Đoàn Quý Nhật Tuấn, Đoàn Quý Nhật Bắc, Đoàn Quý Duy.
Các con dâu, rể và các cháu nội, ngoại của ông Truyến cũng là những người có chỗ đứng và thành công nhất định trong xã hội:
- Nguyễn Thu Thảo (vợ Đoàn Mạnh Giao): nguyên là nghệ sĩ múa và đàn piano.
  - Đoàn Hoài Anh: nguyên Vụ trưởng Vụ Hợp tác quốc tế - Ngân hàng Nhà nước Việt Nam.
  - Đoàn Bảo Linh: vợ của Nguyễn Đình Lâm, chủ tịch Hội đồng quản trị Ngân hàng TMCP Đại chúng Việt Nam PVComBank
- Nguyễn Quang Ngọc Liễu (vợ Đoàn Mạnh Hưng): về hưu - Hải quan Cảng Hàng không sân bay Tân Sơn Nhất 
  - Đoàn Quý Nhật Nam: công tác tại Tập đoàn viễn thông quân đội Viettel
  - Đoàn Quý Nhật Tuấn: công tác tại Cảng Hàng không sân bay Tân Sơn Nhất
- Nguyễn Thị Thìn (vợ Đoàn Mạnh Thanh): về hưu - công tác tại Công ty CP dược phẩm Hà Nội 
  - Đoàn Quý Nhật Bắc: công tác tại Cổng thông tin điện tử - Văn phòng Chính phủ Việt Nam
  - Nguyễn Thị Thuỳ Linh: vợ của Bắc làm Hành chính trưởng Ban CTXH viện
  - Đoàn Thu Trang: kinh doanh tự do
  - Hoàng Anh Tú: Giám đốc Khu Liên hợp Thể thao Phú Viên - Bồ Đề, Long Biên

- Nguyễn Thị Nhuần (vợ Đoàn Mạnh Tuyên): đã mất 
  - Đoàn Bích Hạnh: công tác tại Học viện Hành chính Quốc gia
  - Đoàn Bích Liên: công tác tại Trung tâm Hội nghị Quốc tế
- Nguyễn Thị Tuyến (vợ Đoàn Mạnh Tuyên): đã mất
- Nguyễn Phi Anh (vợ Đoàn Quốc Khánh): trú tại Cộng hòa Liên bang Đức
  - Đoàn Hương Giang: trú tại Cộng hòa Liên bang Đức
  - Đoàn Quý Duy: trú tại Cộng hòa Liên bang Đức
- Lê Trung Nghĩa (chồng Đoàn Thị Thu Hà): Chủ tịch HĐQT Công ty CP XNK chuyên gia lao động và kỹ thuật IMS 
  - Lê Trung Hiếu: công tác tại Cổng thông tin điện tử - Văn phòng Chính phủ Việt Nam
  - Đỗ Tú Anh: Giáo viên dạy Toán trường THCS Ngô Gia Tự
  - Lê Hà Phương: Giáo viên Cao đẳng Aspire2 International, New Zealand
- Nguyễn Văn Nghiệp (chồng Đoàn Thu Hương): về hưu - công tác tại Bộ Giao thông Vận tải 
  - Nguyễn Minh Đức: công tác tại Ngân hàng TMCP Đại chúng Việt Nam PVComBank
  - Nguyễn Minh Tâm: công tác tại Ngân hàng TMCP Đầu tư và Phát triển Việt Nam BIDV

Nhà ông Truyến tại số 71b phố Nguyễn Du, quận Hai Bà Trưng, Hà Nội hiện còn lưu giữ câu đối chữ Hán nổi tiếng Ngô đẳng tri sở tài, Xích tuyết kinh thu ngung nhã phạm; Triều đình mậu khuyết thưởng Chu tinh lưỡng độ mục Hoàng ân. Đây là câu đối của cụ Phan Bội Châu làm cho cụ tú Hoàng Đức Trạch để cụ tú tặng ông thầy dạy mình. Ông thầy ấy là thân sinh của ông Đoàn Trọng Truyến.

## Nhận định
Giáo sư - Nhà giáo Nhân dân Đoàn Trọng Truyến được biết đến với nhân cách của một con người tận tụy và giàu tình cảm với cả đất nước, quê hương, gia đình.
Ông được giới chuyên môn ở Việt Nam, đặc biệt là các giáo sư tại Học viện Hành chính đánh giá là người đầu tiên nghiên cứu về Khoa học Hành chính và đặt nền móng cho quan hệ hợp tác quốc tế trong lĩnh vực này.
Mấy câu vần lưu truyền trong dân Thừa Thiên Huế năm 1946: 
"Chính trị Hoàng Anh.
Tu hành Mật Thể.
Điện nước Đăng Khoa.
Lúa mì Trọng Truyến".
Ông Truyến kể hồi bầu cử Đại biểu Quốc hội Khoá I năm 1946, dân Việt Nam còn nhiều người mù chữ nên ở Huế đặt ra mấy câu vần như trên cho dễ nhớ, để dân bỏ phiếu cho đại biểu Thừa Thiên Huế khi đó. Lúa mì vì ông Truyến học kĩ sư Canh - Nông. Dân gian khi ấy có người còn chế thêm câu: 
"Bốn ông rường cột nước nhà,
Ai mà không bỏ ắt cho đi tù".